# Скальфи, Романо
Романо Скальфи (итал. Romano Scalfi, 12 октября 1923 год, Тьоне-ди-Тренто, провинция Тренто, Королевство Италия — 25 декабря 2016 года, Сериате, провинция Бергамо, Италия) — итальянский священник, богослов, основатель и президент ассоциации «Христианская Россия» (ит.: «Russia Cristiana») в Милане и Сериате, Италия, экуменист, советолог и антикоммунист.

## Биография
Родился в семье дорожного мастера в Тьоне-ди-Тренто, провинция Тренто.

### Образование
В 1948 году по окончании семинарии в Архиепархии Тренто рукоположён в сан священника латинского обряда.
Благодаря знакомству с немецким иезуитом Густавом Веттером заинтересовался православием, византийским обрядом, Россией — СССР.
В 1951 году поступил в Папский Григорианский университет, окончил который по специальности социология. Проживал в Руссикуме. Получил право служения в византийском обряде, который практиковал в русской традиции, был близок к Русскому апостолату.
В 1957 году поступил в Католический университет Святого Сердца в Милане, где изучал политические науки.

## «Христианская Россия»
В 1957 году, по совету руководителя итальянского католического движения «Comunione e Liberazione Общение и Освобождение» священника Луиджи Джуссани, с группой единомышленников основал и возглавил в Милане общественную организацию мирян католиков Ассоциация «Христианская Россия».

### Сооснователи
- Galbiati Энрико Гальбиати[итал.]* — византинист, экзегет и руководитель Амброзианской библиотеки.
- Пьетро Модесто (итал. Pietro Modesto; 1923—2009) — профессор философии Миланского Католического университета Святого Сердца и университета Мюнхена, переводчик на итальянский язык работ русских философов.
- Адольфо Аснаги (итал. Adolfo Asnaghi; 1917—2007) — профессор философии в Arcivescovile Edmondo De Amicis[итал.], Канту.
- Нило Кадонна (+ 1997) — священник с опытом работы с советскими Ди-Пи.

### Активность центра
Целью центра стала идея экуменического и межцерковного единства, изучения восточнославянской православной религиозной культуры и помощь верующим и диссидентам в СССР и Восточной Европе.
После знакомства с благотворительницей и общественным деятелем Бетти Амбивери, предоставившей собственную виллу в Сериате, провинция Бергамо, развил здесь активность включающую следующие направления:
- Издательство «итал. La Casa di Matriona» («Матрёнин двор»), выпустило более 160 наименований печатной продукции.
- Периодика, «итал. La Nuova Europa» — журнал на итальянском языке, выходит раз в два месяца, издаётся с 1960-х годов. Русскоязычный вариант «Новая Европа» выходил, всего 20 номеров, в период с 1998 по 2008 год.

- Библиотека «Бетти Амбивери» — включает более 30 000 единиц хранения, ежегодно пополняются приблизительно 300 новыми книгами и 608 наименований периодики, из которых 60 — продолжающиеся[2][3][4][5][6][7]. В середине 1970-х годов заведующей библиотекой работала Ирина Иловайская.

Среди известных коллекций:
- - «Жизнь с Богом»[8][9][10].
  - Издательство имени Чехова[11]
  - Издания РПЦЗ: Типографское братство преподобного Иова Почаевского и Свято-Троицкий монастырь (Джорданвилл)
  - «ИМКА-Пресс»
  - Собрание «англ. Keston Newsletter» Кестонский институт
  - Коллекции итальяно-русских семей: Замбелли-Кирпичёвых (Giulietta Irina Zambelli Kirpischeff)[12], Периа Паоло (итал. Peria Paolo), Георгия Дмитриевича Барановского (1895—1977), Джованни Кодевила (итал. Giovanni Codevilla) и др.
- Архив в следующих фондах: «Самиздат»[13][14] — хронология документов: 1968—1985 гг., Объём: всего 5618 дел; «of the Catholic Church in Lithuania» — хронология: 1978—1988 гг., Объём: № 15 — 78; «Радио Свобода» — передан благодаря Марио Корти и Ирины Иловайской, «Институт по изучению истории и культуры СССР»[15].
- Иконописная «Школа Сериате»[16][17][18].
- Международные конференции
- Паломничества и религиозный туризм
- Домовый храм Преображения Господня Богослужение в домовом храме «Христианской России» в Сериате
- Хор «Ars Nova»
- С 1991 года в Москве открыт культурный центр «Духовная библиотека».

В 1996 году Скальфи стал инициатором скандала, отслужив католическую мессу в Мирожском монастыре Пскова, как следствие наместник монастыря архимандрит Зинон (Теодор) и иконописец монах Павел (Бесчасный) с братией покинули обитель и основали скит в деревне Малая Гверстонь Псковской области.

## Труды
- Скальфи Романо. Я с вами до скончания века. М: Христианская Россия, 2000. ISBN 5-87078-027-9
- Скальфи Романо. Краткая история Католической церкви. М: НПКЦ Духовная библиотека, 2018. 218 с. ISBN (EAN): 9785990829527
- Scalfi Romano. Testimoni dell’Agnello: Martiri per la fede in Urss, Seriate. La Casa di Matriona, 2001. ISBN 88-87240-15-9 (итал.)
- Scalfi Romano. La mia Russia. Samizdat: una risposta al grido dell’uomo di oggi. Seriate: La Casa di Matriona, 2017. (итал.)